# Митрофанова, Ольга Петровна
О́льга Петро́вна Митрофа́нова, до замужества Серге́ева (22 июня 1928, Юдово, Ярославская губерния — 8 декабря 2019, Ярославль) — доярка колхоза «Горшиха» (село Медягино, Ярославский район Ярославской области), Герой Социалистического Труда (1949).

## Биография
Родилась 22 июня 1928 года в деревне Юдово (ныне — в Ярославском районе Ярославской области).
На колхозную ферму с младенчества ходила с мамой Елизаветой Павловной, проработавшей всю жизнь дояркой в «Горшихе». Вскоре стала и помогать. С началом войны на фронт ушли отец и старший брат Александр, на трудовой фронт была мобилизована старшая сестра Сима. С матерью остались и её старшая сестра Манефа, вскоре заменившая на ферме заболевшую мать. Теперь Ольга помогала сестре.
Зимой 1943 года, когда 14-летняя Ольга вернулась с выполнения задания по заготовке леса из соседнего Даниловского района, председатель колхоза Илья Иванович Абросимов выдал ей собственную группу коров. Получив её Ольга стала проводить целые дни в тяжёлой работе с животными, нередко и спала на сене возле кормушек. Вскоре о Сергеевой заговорили на колхозных собраниях как о передовом животноводе. Её имя появилась в районной газете «Ленинское знамя», в областной «Северный рабочий».
В 1948 году Ольга Петровна надоила от каждой коровы своей группы 5063 кг молока, что стало областным рекордом — средние надои в области составляли чуть более 3 тысяч кг, а наиболее высокие — немногим превышали 4,5 тысячи. Звание Героя Социалистического Труда Ольге Петровне Сергеевой присвоено Указом Президиума Верховного Совета СССР 11 июня 1949, когда ей не было и 21 года. Несколько лет она считалась одной из лучших доярок области.
В связи с замужеством за машиниста тепловоза на железной дороге ей пришлось переехать в Ярославль, где она работала кассиром гастронома № 5 (перекрёсток проспекта Ленина и улицы Советской). Ныне на пенсии.